# Marek Klingberg
Marek Klingberg, właśc. Awraham Mordechaj Klingberg (ur. 7 października 1918 w Warszawie, zm. 30 listopada 2015 w Paryżu) – izraelski epidemiolog urodzony w Polsce, zastępca dyrektora do spraw naukowych w instytucie biologicznym w Nes Cijjona w Izraelu; szpieg KGB.

## Życiorys
We wrześniu 1939 był 21-letnim studentem medycyny w Warszawie. Jego ojciec starał się namówić matkę do wyjazdu do Rosji, ta jednak była przekonana, że Brytyjczycy i Francuzi przyjdą zaatakowanej Polsce z pomocą. Ojciec zdecydował zatem, iż przynajmniej jeden członek rodziny ma przetrwać i wyjechać do Związku Radzieckiego. Oboje rodzice i brat pozostali w Polsce i zginęli, w 1942 roku, w obozie w Treblince. W 1939 roku Klingberg trafił zatem do ZSRR, gdzie ukończył studia medyczne. W 1948 wyemigrował do Izraela. Klingberg był przyjacielem i współpracownikiem Ludwika Flecka, któremu umożliwił znalezienie pracy w Izraelu w 1957 roku.
Klingberg został oskarżony o szpiegowanie na rzecz Związku Radzieckiego, któremu ujawniał szczegóły pracy w specjalnych departamentach instytutu w Nes Syjonie, gdzie prowadzono badania nad bronią biologiczną. Przez wiele lat Klingberg, mimo podejrzeń ze strony Mosadu (udało mu się przejść pozytywnie badanie wykrywaczem kłamstw), kontynuował swą działalność.
Wytoczono mu tajny proces w 1983 (w wyniku działań służb Szin Bet), a sprawa pozostawała nieujawniona przez Izrael do roku 1993. Klingberg przebywał najpierw w więzieniu, następnie w areszcie domowym (od 1998). Odzyskał wolność w 2003. Zdaniem Josiego Melmana, współautora książki The Spies: Israel’s Counter Espionage Wars i dziennikarza dziennika Ha-Arec, sprawa Klingberga była „najbardziej destrukcyjnym skandalem szpiegowskim w całej historii Izraela”. Twierdzi on również, że Klingberg działał z pobudek ideologicznych i spłacał tym sposobem dług wdzięczności za to, że ZSRR umożliwił mu ucieczkę przed nazistami i ukończenie studiów medycznych. Wierzył też w doktrynę równowagi sił: pokój mógł być osiągnięty jedynie wtedy, gdy Wschód i Zachód będą miały do swojej dyspozycji taką samą broń.
Pod koniec życia mieszkał w Paryżu. Jego córka jest socjologiem, wnuk zaś rzecznikiem paryskiego oddziału PCF i doradcą mer Paryża, Anne Hidalgo, w sprawach mieszkaniowych.